# 2学期制
2学期制（にがっきせい）は、学校の1年間の課程を2つの学期に分けて行う制度である。2期制（にきせい）、前後期制（ぜんこうきせい）ともいう。
セメスター制（セメスターせい）とも称するが、厳密にはセメスター制と2学期制は異なる。日本はセメスター制の意義が曖昧でセメスター制と2学期制を同様に扱う事例が多い。日本で本格的なセメスター制を導入する教育機関もあるが、2学期制で「セメスター制」を名乗る事例も多い。

## 概要
セメスター（英語: semester）は、欧米の大学で、1年間の教育課程を前期・後期、もしくは夏学期（4月 - 7月）・冬学期（9月 - 翌年3月）の2期、あるいは春学期（1月-4月）・秋学期（9月-12月）の2期に分ける場合のそれぞれの学期とそのカリキュラムの事を言う。アメリカでは秋学期（9月 - 翌年2月）・春学期（3月 - 6月）の区分けが一般的で、7,8月の夏休み中も教養課程のクラスや補修クラスなどを開講している大学が多く、それらの「夏学期」も含める場合は実質的に3学期制となるが、多くの学生は長期休みを満喫する。ドイツ語では「ゼメスター」という発音になるので、その表記も使用される。
語源はラテン語のsemetrisで、意味はse+metrisが「6か月」である。seがドイツ語のsechs、英語のsixに対応する。日本の年度初めは4月だが、欧米は9月である。
日本では後学期が始まる10月からの新入学を受け付ける大学は少ないが、ヨーロッパの大学では夏学期からでも冬学期からでも新規の学生登録ができる。
日本は大学、短期大学、高等専門学校など高等教育は2学期制が多く、学期毎の学習成果を根拠にした単位認定をする学校が多い。これに対して中等教育以下では3学期制が多く、高等学校も1年間の学習成果を根拠とした単位認定がほとんどで、半年の学期毎で単位認定を実施する高校は稀である（例：静岡県立静岡中央高等学校）。
初等中等教育に関しては、2001年度に滋賀県栗東市の小学校で2学期制を初導入し、2002年度から宮城県仙台市の全市立小中学校で導入した。両校は先駆的な取り組みとして有名になり、これ以降2学期制を取り入れる学校が増えた。
ただ日本における特に小学校、中学校、高等学校の2学期制は、かつての3学期制に影響を受けていることが多く、欧米のセメスター制とは根本的に考えが違う（特にカリキュラム面など）学校が多い。日本には未だ3学期制の観念が根強く、そのような観念を払拭するまでは本格的なセメスター制を行うことは難しい。一方、日本は独特の文化風習があり年度の観念もあるため、欧米と同じセメスター制を行うことに疑問があり、日本独自の「2学期制」を行うことが理想とする考えもある。
2学期制は、2009年には公立の小学校で4668校 (21.8%)、中学校で2284校 (23%) と公立小中学校の5校に1校は2学期制を導入しており、2004年と比べると2倍以上の公立小中学校が導入しているが、文部科学省の全国調査では、2009年度が2学期制を導入している公立小中学校のピークであり、減少傾向である。
岐阜県の多くの公立高等学校では、1965年（9月19日開会 - 10月29日閉会）に岐阜国体が開催された際に、2期制ならば、その期間は、ちょうど前期と後期の間の期間となり、国体に注力できるという理由によって2期制（前期・後期制）となった。この結果、岐阜県の高校ではかなり早期に2学期制がスタートすることとなった。ただし、「前期」「後期」と称することが多い。
当時、国体は高度経済成長の地域開発政策に編入され盛大になり、開催県は「勝つための国体選手強化策」を強力に展開し、開催県が天皇杯を獲得するパターンが出来上がった。県民総動員体制、生徒・学生・教員の大量動員による教育破壊など、ごく一部のスポーツ万能の選手には有益でも、勉強に集中したい多くの一般生徒には多大な弊害があったが、国体の翌年からは、そのような弊害もなくなり、多くの学校で現在も続いている。
大館市立東中学校のように、一度は「2学期制」を採用したが、再び「3学期制」に戻した学校もある。

## 実施の意図
初等教育や中等教育における2学期制の実施には、次のような意図があるといわれる。
- 2002年度から段階的に実施された学習指導要領では、5、6時間授業が増えて、児童会・生徒会活動や放課後活動にゆとりがなくなったが、各学期が100日程の長い授業日数となる2学期制によって、年間を通したゆとりを生み出すことができる。
- 以前の学習指導要領及び学校6日制時代に実施していた学校行事が、ほぼ同様に計画・実施されていて窮屈なことから、その見直しや検討を図る。
- 通知表の発行を2回にする事により、学習（評価）期間が100日程になって絶対評価の意義が活かされる。
- 40日程に減った3学期では絶対評価の意義が薄い。教科によっては少ない授業時数であるにも拘らず無理に評価しなければならない弊害が生じている。
- 1つの学期がなくなることで、始業式と終業式が減ったり、当日の時数カットがなくなることや、評価週間が1回減ることで、年間の授業時数を増やすことができる。
- 評価業務のなくなった7月と12月がこれまで以上にゆったりでき、行事の時期や持ち方および内容を見直せる。夏季休業および冬季休業前に児童・生徒への個別指導週間を設定して、学習や生活の在り方を振り返り、有意義な休みの過ごし方に向けた指導・支援ができる。
- 夏季・冬季休業期間中に、4月 - 7月と10月 - 12月の間に於ける学習結果について評価業務ができ、1学期末（9月）および2学期末（3月）の評価業務にゆとりをもたらすことができる。
- 新しい総合的な学力（学ぶ意欲、思考力、判断力、表現力、知識・技能）の育成には、学習期間の長い2学期制が相応しい。

## 仕組み
北海道女満別町（現・大空町）立女満別小学校の2学期制
- 2002年度（年間授業日数205日）：土曜日が完全に休校になり授業日が約40日減った。

| 3学期制 | 1学期 （75日） | 夏 休 み | 2学期 （86日） | 冬 休 み | 冬 休 み | 3学期 （44日） |  |
| 3学期制 |                | 25日     | 25日           | 25日     | 25日     | 25日           |  |
|         |                |          |                |          |          |                |  |

- 2003年度 （年間授業日数208日）：6日間の秋休みを設定した。10月8日は開校記念日、9・10日は夏休みから2日移行、11日は土曜日、12日は日曜日、13日の月曜日は体育の日。

|         | 1学期              | 1学期    | 1学期     |          | 2学期                | 2学期    | 2学期     |  |
| 2学期制 | 4/7 （112日） 7/26 | 夏 休 み | 10/7 8/17 | 秋 休 み | 10/14 （96日） 12/27 | 冬 休 み | 3/24 1/20 |  |
| 2学期制 |                    | 23日     | 23日      | 6日      | 6日                  | 25日     | 25日      |  |
|         |                    |          |           |          |                      |          |           |  |

## 2学期制定期テスト時期
前期第1回中間テスト5月下旬 - 6月中旬
前期第2回中間テスト7月上旬
前期期末テスト9月上旬、中旬 - 下旬
後期中間テスト11月中旬 - 下旬、12月上旬
後期期末テスト2月中旬 - 下旬【3年生は受験の関係で1月中旬〜下旬に実施される場合も】【私立だと、3年生は受験の関係で11月中旬 - 下旬に実施される場合も】

## 長所と短所
学習者（児童・生徒）側と教員側にそれぞれ次の様な利点と欠点がある。

### 学習者側
長所
- 評価するための定期考査(テスト)が減り、負担が軽くなる

短所
- 学習の途中で前期と後期が入れ替わることで、10月(または11月)という、中途半端な時期に係などの制度を入れ替えることになり、授業時数の減少がある。

### 教員側
長所
- 各学期がそれぞれ100日程の長い授業日になることで、年間を見通した学校行事や児童・生徒会活動を計画することが可能になる。
- 長期休業前の時期も落ち着いた学習活動に取り組ませることができる。
- 長期休業に向けた児童・生徒への指導を通して、それまでの学習や生活のあり方を振り返らせ有意義な休みの過ごし方に向けた指導・支援体制をとることができる。
- 学期の学習期間が100日程になり、絶対評価の意義が活かされる。
- 始業式・終業式・評価業務が各1回ずつ減り、年間授業総時数が増え、従来より時数に余裕を生ませることができる。
- 学校教育全体を見直すきっかけとなる。

短所
- 2学期制を活かした新教育課程の趣旨を実現することに時間が掛かる。
- 以前の学習指導要領および学校6日制時代から引き続き実施されている学校行事の見直しや検討をしなければならない。そこには発想の転換が必要であり、児童・生徒、保護者、地域、職員等からの理解を得るのが難しい。
- 夏・冬休み前に学期の区切りを付けて通知表を発行するという従来からの慣習が変化することに対する保護者の不安が大きく、その解消を図るための方策に 時間と手間が掛かる。
- 評価の機会が2回に減ってしまう。

## 課題
- 2学期制を活かした新教育課程の趣旨を実現する教育活動を創造すること。
- 以前の学習指導要領および学校6日制時代から続いて実施されている学校行事の見直しや検討をすること（発想の転換）。
- 児童・生徒会活動の見直しや検討をすること。
- 地域や保護者の2学期制に対する理解を深めること。
- 夏・冬休み前に学期の区切りを付けて通知表を発行するという、従来のリズムが変化することに対する保護者の不安を解消すること。